# Caparison Guitars
Caparison Guitars é um fabricante japonês de guitarras customizadas, estabelecida em 1995 pelo ex-designer da Charvel/Jackson Itaru Kanno, sendo atualmente de propriedade da Kyowa Shokai. O escritório principal da empresa localiza-se em Tóquio e as guitarras são projetadas e fabricadas em Nagoya.
Itaru Kanno pessoalmente aplica pintura manual e regulagem à cada guitarra Caparison na loja Caparison Guitars Design, à parte da fábrica, onde eles também aplicam detalhes personalizados como hardware ou pintura. Por se tratarem de instrumentos altamente customizados, a Caparison produz apenas cerca de 40 guitarras por mês. Por anos as Caparison só estiveram disponíveis no Japão, entretanto, a empresa fechou contrato com distribuidores nos Estados Unidos, Dinamarca e Austrália, e possui planos para expandir ainda mais as exportações.

## Usuários famosos
| Guitarrista       | Afiliação                  | Modelo                     |
| ----------------- | -------------------------- | -------------------------- |
| Andy LaRocque     | King Diamond               | Caparison Horus modificada |
| Christopher Amott | Arch Enemy                 | TAT                        |
| James Murphy      | Death, Obituary, Testament | Dellinger, Angelus         |
| Mattias Eklundh   | Freak Kitchen              | Apple Horn                 |
| Michael Romeo     | Symphony X                 | Dellinger M3 MJR           |